# Alfonso Subero Calvo
Alfonso Subero Calvo, més conegut com a Tito (Calahorra, 18 de gener de 1970) és un exfutbolista riojà, que ocupava la posició de porter.

## Trajectòria
Comença a destacar al club de la seua ciutat, el CD Calahorra. El 1991 fitxa pel CD Numancia, de Segona B, i a l'any següent hi debuta a la categoria d'argent en incorporar-se al Sestao Sport. Hi disputa 26 partits eixe any, en el qual descendeix a Segona B, on hi roman una campanya amb l'equip verd-i-negre.
El 1994 recala al Deportivo Alavés. Es fa amb la titularitat del conjunt de Mendizorroza, amb qui ascendeix a Segona Divisió a 1995 i a Primera el 1998. Però, a partir de 1997 havia passat a ser suplent, i disputa 18 partits a la màxima categoria amb els alabesos.
L'any següent fitxa pel CD Leganés, on serà suplent dues temporades. Hi recupera la titularitat amb el Burgos CF, a la campanya 01/02 de Segona Divisió. Eixe any els castellans baixen a la categoria de bronze, el mateix que succeirà l'any següent amb la SD Compostela, amb qui disputa 25 partits.
Entre 2003 i 2006 milita al CD Mirandés, tant a Segona B com a Tercera Divisió. En total, ha sumat 197 partits a les màximes divisions.